# Obsjtina Kozloduj
obsjtina Kozloduj (bulgariska: Община Козлодуй) är en kommun i Bulgarien.   Den ligger i regionen Vratsa, i den nordvästra delen av landet, 120 km norr om huvudstaden Sofia.
obsjtina Kozloduj delas in i:
- Chărlets
- Butan
- Kriva bara

Följande samhällen finns i obsjtina Kozloduj:
- Kozloduj

Trakten runt obsjtina Kozloduj består till största delen av jordbruksmark. Runt obsjtina Kozloduj är det ganska glesbefolkat, med 47 invånare per kvadratkilometer.